# Мег Донели
Мег Елизабет Донели (енгл. Meg Elizabeth Donnelly; Њујорк, 25. јул 2000) америчка је глумица. Позната је по улози Адисон у филму Зомбији (2018) и Мери Кембел у серији Винчестери (2022—данас).

## Детињство и младост
Рођена је у Њујорку, а одрасла у Пипак енд Гладстону, као једино дете својих родитеља. Са шест година је кренула на вокалне пробе, плес и глуму у Ениној школи сценских уметности у Њу Џерзију. Наступила је као певачица у неколико позоришних комада у Њујорку.

## Филмографија
| Улоге      |                                        |               |                 |                    |
| Година     | Српски назив                           | Изворни назив | Улога           | Напомена           |
| 2013.      |                                        |               | млада Џеклин    | 1 епизода          |
| 2013.      |                                        |               | Еш              | главна улога       |
| 2015.      |                                        |               | Ени             | непродати ТВ пилот |
| 2015—2016. |                                        |               | разне           | 3 епизоде          |
| 2016—2021. | Америчка домаћица                      |               | Тејлор Ото      | главна улога       |
| 2017.      |                                        |               | Лили Кели       | филм               |
| 2018.      | Зомбији                                |               | Адисон          | ТВ филм            |
| 2020.      | Зомбији 2                              |               | Адисон          | ТВ филм            |
| 2020.      | Спајдермен                             |               | Крик            | 1 епизода          |
| 2021.      | Летњи камп                             |               | Присила Престон | 1 епизода          |
| 2022.      | Зомбији 3                              |               | Адисон          | ТВ филм            |
| 2022.      | Средњошколски мјузикл: Мјузикл: Серија |               | Вал             | гостујућа улога    |
| 2022.      | Винчестери                             |               | Мери Кембел     | главна улога       |